# Jeu à XIII
Ne doit pas être confondu avec rugby à XIII, seul terme  officiel pour désigner la discipline et ce qui s'y rapporte
Le « Jeu à XIII » est l'appellation administrative du rugby à XIII qui était en vigueur en France de 1947 à 1993,.
Elle est alors employée sur tout document administratif concernant la discipline et dans les médias français jusqu'à ce que la Fédération française de rugby à XIII remporte deux procès devant le Conseil d’État et la Cour de cassation en 1993.
Depuis lors, la discipline s'appelle à nouveau « rugby à XIII », et toute utilisation du terme « jeu à XIII » est devenue inexacte et parfois péjorative.

## Histoire du nom
Jean Galia serait l'inventeur du terme « jeu à XIII ».
Jusqu'à l'interdiction de ce sport par le régime de Vichy en 1941, seul le terme « rugby à XIII » existait pour désigner le sport.
Mais à la Libération, si le sport est de nouveau autorisé, il lui est interdit de porter le nom de « rugby ». En effet, les  « Quinzistes » revendiquent l'utilisation exclusive du terme et, pour être considérée comme une fédération sportive à part entière, la FFRXIII doit renoncer à cette appellation,.
L'appellation est même « imposée par décret ».
Certains auteurs universitaires ou historiens ont proposé différentes explications.
Ainsi, Robert Fassollette explique que ce nom aurait été  refusé au rugby à XIII « pour rendre légalement impossible toute restitution des biens spoliés sous Vichy, ce que prévoyait pourtant une ordonnance du Gouvernement d'Alger, signée du Général De Gaulle le 2 octobre 1943 : le XIII sera ainsi le seul à ne pas bénéficier de ces dispositions légales prévoyant (Art. 3) que « les associations existant au 16 juin 1940 se reconstitueront de plein droit » et que « les biens des groupements dissous […] leur seront rétrocédés. » »,.

## Coexistence des termes «jeu» et «rugby» jusqu'en 1993
En théorie, le terme « jeu  » s'applique principalement au rugby à XIII amateur et à la fédération qui le régit en France, mais c'est ce terme qui alors est utilisé plus largement par les médias pour désigner tout ce qui est en rapport avec ce sport. 
Néanmoins, jusqu'en 1993, il subsiste une structure,  la « Ligue de rugby à XIII », qui gère le rugby à XIII professionnel. Les traces de cette coexistence se retrouvent alors parfois dans les  documents émis par cette ligue ; le mot « rugby à XIII  » des papiers à entête est parfois biffé à la main pour le remplacer par le mot « jeu ».
Dans la pratique, peu de Treizistes utiliseront le terme « jeu à XIII », jugé péjoratif,.

## En 1993, fin de l'appellation «jeu à XIII»
Une bataille juridique devant les tribunaux est entamée entre la FFR  d'Albert Ferrasse et la FFR XIII à la fin des années 1980.
Celle-ci ira jusqu'à la Cour de Cassation qui, dans un arrêt du 4 juin 1993,, donnera finalement raison aux Treizistes en condamnant même la FFR à une amende civile de dix mille francs et aux frais et dépens du procès.
Le 26 novembre 1994, la délégation est accordée à la « Fédération française de rugby à XIII » pour la pratique de la discipline sportive : « Rugby à XIII ».

## Jeu à XIII et culture populaire
Il s'agit ici d'une question exclusivement française, le terme « rugby » étant partagé entre le rugby à XV et le rugby à XIII à l'étranger.
Selon l'interlocuteur qui l'emploie, l'expression peut être plus ou moins bien perçue.
Le public français peut continuer à l'employer par erreur. Le sport étant sous-médiatisé, il n'est pas nécessairement au courant ni de son histoire ni de son actualité. Parfois de bonne foi, pensant faire l'effort d'être précis, le public contribue sans le savoir à faire perdurer un terme désuet.
Certains journalistes continuent également à l'employer, peut-être car ils ne suivent pas régulièrement l'actualité du sport depuis le début des années 1990.
Employée en revanche par des dirigeants du rugby à XV, l'expression « jeu à XIII » peut être prononcée dans une intention péjorative et dénigrante, particulièrement si ces dirigeants sont originaires de l'Aude et des Pyrénées-Orientales, des départements où le rugby à XIII est très bien implanté et où il est donc très facile d'être parfaitement informé sur le « rugby à XIII ».

## Audiographie
« L'histoire brisée du rugby à XIII » sur France Inter le 17 décembre 2021 